# Sélestat
Sélestat – miejscowość i gmina we Francji, w regionie Grand Est, w departamencie Dolny Ren.
Według danych na rok 1990 gminę zamieszkiwało 15 538 osób, a gęstość zaludnienia wynosiła 350 osób/km² (wśród 903 gmin Alzacji Sélestat plasuje się na 10. miejscu pod względem liczby ludności, natomiast pod względem powierzchni na miejscu 8.).

## Współpraca
Miejscowości partnerskie:
- Charleroi, Belgia
- Grenchen, Szwajcaria